# Arena BUAP
La Arena BUAP es un recinto deportivo localizado en la ciudad universitaria de la BUAP.  
Originalmente fue construido en 1984 bajo el nombre de Polideportivo “Ignacio Manuel Altamirano”

## Historia
El 28 de abril de 1984, se inauguró el Gimnasio Polideportivo “Ignacio Manuel Altamirano” se podían practicar 16 deportes bajo techo, con un “gimnasio interno para fuerza isotónicos, isométricos”, halterofilia, físico culturismo; elasticidad, flexibilidad, prueba de aptitud elástica, gimnasia rítmica, artística, estética y espalderas; sala de juntas y congresillos; sala de servicio de arbitrajes; sala de servicios médicos, dos salas de recuperación; dos vestidores con sanitarios internos y regadera para hombres; sanitarios públicos para hombres y mujeres; corredor aeróbico de 300 metros, con seis carriles para resistencia; entre otras oficinas administrativas. La extensión del espacio varía conforme al espectáculo que se presente, basquetbol, voleibol, box, así como judo, karate, juegos de mesa, esgrima, lucha libre y gimnasia.

## Eventos
En la Arena se han llevado a cabo eventos de distintos tipos. Algunos de los eventos ya realizados en este recinto son los siguientes:
- Harlem Globetrotters, 15 y 16 de agosto de 2017[1]